# Gahnia baniensis
Gahnia baniensis är en halvgräsart som beskrevs av Gerhard Benl. Gahnia baniensis ingår i släktet Gahnia och familjen halvgräs. Inga underarter finns listade i Catalogue of Life.